# Parcs nacionals d'Àfrica del Sud

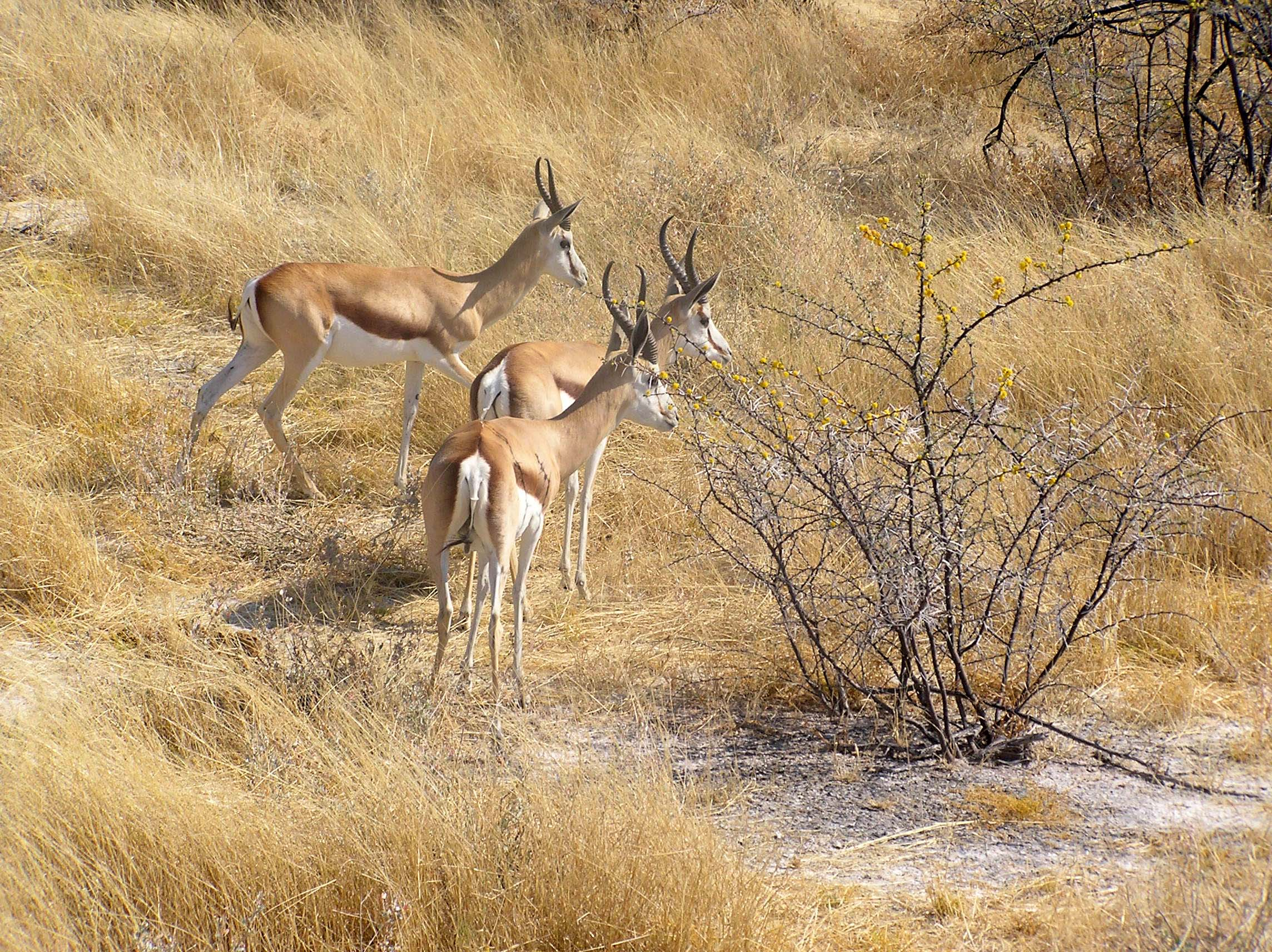
Gaseles (Antidorcas marsupialis) en la sabana arbustiva d'Etosha

Àfrica del Sud és una zona geogràfica formada per Sud-àfrica, Namíbia, Botswana, Zimbàbue i Moçambic. Tota la regió té característiques físiques semblants. Les pluges són més freqüents cap a l'est a causa dels monsons estiuencs. A Sud-àfrica, la serralada Drakensberg domina el paisatge i conforma entorns molt diferents, i per això és la regió on hi ha més zones protegides. A l'oest es troben els grans deserts del Namib i el Kalahari. Al nord, grans rius com ara el Cunene, l'Okavango i el Zambezi separen aquesta regió d'Àfrica Central. Els grans parcs es troben sota aquesta línia: Etosha, Chobe, Moremi i Kruger. Una novetat són els parcs transfonterers, que protegeixen immenses zones de vida salvatge, com el Gran Limpopo i el Kgalaqadi, tots dos amb més de 30.000 quilòmetres quadrats, formats per la fusió de diversos parcs d'estats diferents.

## Botswana
- Àrea de Conservació Okavango-Zambezi
- Reserva natural de Mokolodi
- Reserva de caça del Kalahari Central
- Parc Nacional de Chobe
- Parc Nacional de Gemsbok (Parc Transfronterer de Kgalaqadi)
- Parc Nacional de Makgadikgasi Pans (Saladar de Makgadikgadi)
- Parc Nacional de Moremi
- Parc Nacional de Nxai Pan

## Moçambic
- Parc Nacional de Banhine

- Parc Nacional de Bazaruto
- Parc Nacional de Gorongosa
- Parc Transfronterer del Gran Limpopo
- Parc Nacional de Quirimbas
- Parc Nacional de Zinave

## Namíbia
- Àrea de Conservació Okavango-Zambezi
- Parc Nacional del Congost del riu Fish (Parc transfronterer de ǀAi-ǀAis/Richtersveld)
- Parc Nacional Costa dels Esquelets
- Parc Nacional Etosha
- Parc Nacional de Bwabwata
- Parc Nacional de Dorob
- Parc Nacional de Khaudom
- Parc Nacional de Mamili
- Parc Nacional de Mangetti
- Parc Nacional de Mudumu
- Parc Nacional de Namib-Naukluft
- Parc Nacional de Sperrgebiet
- Parc Nacional de Waterberg

## Sud-àfrica
- Parc Nacional del Cap Agulhas
- Parc Nacional Golden Gate Highlands
- Parc Nacional Kalahari Gemsbok (Parc transfronterer de Kgalagadi)
- Parc Nacional Kruger
- Parc Nacional Muntanya Zebra
- Parc Nacional de Table Mountain
- Parc Nacional del Bontebok
- Parc Nacional de Camdeboo
- Parc Nacional de Kainji Gemsbok
- Parc Nacional de Karoo
- Parc Nacional del Llac Knysna
- Parc Nacional de Marakele
- Parc Nacional de Namaqua
- Parc Nacional de Nwanedi
- Parc Nacional de Pilanesberg
- Parc Nacional de Richtersveld
- Parc Nacional de Royal Natal
- Parc Nacional de Tankwa Karoo
- Parc Nacional de Tsitsikamma
- Parc Nacional de Vaalbos
- Parc Nacional de Vhembe-Dongola
- Parc Nacional de West Coast
- Parc Nacional de Wilderness
- Parc Nacional de les Cascades d'Augrabies
- Parc Nacional dels Elefants d'Addo

## Zimbàbue
- Parc Nacional de Cecil Kop
- Parc Nacional de Chimanimani
- Parc Nacional de Chizarira
- Parc Nacional de Hwange
- Parc Nacional de Gonarezhou (Parc transfronterer del Gran Limpopo)
- Parc Nacional de Kazuma Pan
- Parc Nacional de Mana Pools i àrees de safari de Sapi i de Chewore
- Parc Nacional de Matobo
- Parc Nacional de Matusadona
- Parc Nacional de Matopos
- Parc Nacional de Nyanga
- Parc Nacional de Tshabalala
- Parc Nacional de les Cascades Victòria